# Nowe Proboszczewice
Nowe Proboszczewice – wieś w Polsce położona w województwie mazowieckim, w powiecie płockim, w gminie Stara Biała. 
W latach 1975–1998 miejscowość administracyjnie należała do województwa płockiego.
Miejscowość położona nad rzeką Wierzbicą, będącą dopływem Skrwy.